# Marc Hodler
Marc Hodler (26. oktober 1918 – 18. oktober 2006) var en schweizisk advokat.